# امره گورال
امره گورال (انگلیسی: Emre Güral؛ زادهٔ ۵ آوریل ۱۹۸۹) بازیکن فوتبال اهل ترکیه است.
از باشگاه‌هایی که در آن بازی کرده‌است می‌توان به باشگاه فوتبال ترابزون‌اسپور، باشگاه فوتبال گالاتاسرای، باشگاه فوتبال یان رگنسبورگ، باشگاه فوتبال اسکی‌شهراسپور، و باشگاه فوتبال بوکاسپور اشاره کرد.
وی همچنین در تیم ملی فوتبال Turkey A2 بازی کرده‌است.